# Bambi-Verleihung 2019
Die 71. Bambi-Verleihung fand am 21. November 2019 im Festspielhaus Baden-Baden statt und wurde live im Ersten übertragen.

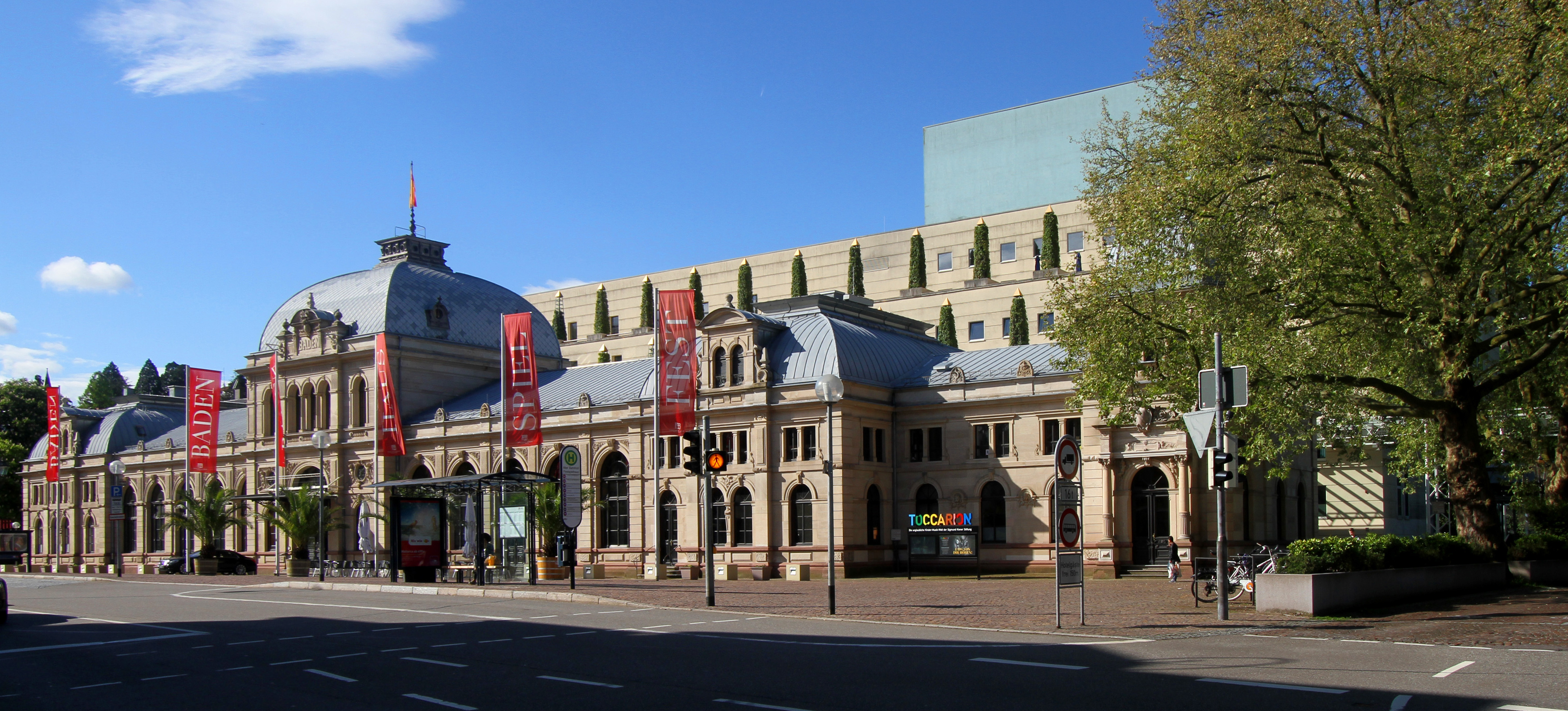
Das Festspielhaus Baden-Baden war 2019 erstmals Schauplatz der Bambi-Verleihung

## Preisträger und Nominierte
Am 23. Oktober 2019 waren die Nominierten in den Kategorien Schauspielerin National, Schauspieler National und Film National bekannt gegeben worden. Die Preisträger der drei Kategorien wurden von einer Jury gewählt und in der Liveshow bekannt gegeben.

### Lebenswerk
Frank Elstner

 Laudatio: Kai Pflaume

### Schauspielerin national
Luise Heyer für Der Junge muss an die frische Luft und Das schönste Paar

 Laudatio: Franz Dinda
Jella Haase für Die Goldfische und Das perfekte Geheimnis
Alexandra Maria Lara für Und der Zukunft zugewandt

### Schauspieler national
Bjarne Mädel für How to Sell Drugs Online (Fast), 25 km/h und Was uns nicht umbringt

 Laudatio: Anna Loos
Alexander Fehling für Beat, Gut gegen Nordwind und Das Ende der Wahrheit
Uwe Ochsenknecht für Ich war noch niemals in New York

### Film national
Das perfekte Geheimnis

 Laudatio: Stephanie Stumph
25 km/h
Der Junge muss an die frische Luft

### Publikums-Bambi
Max Giesinger

 Laudatio: Collien Ulmen-Fernandes
Lena Meyer-Landrut
Nico Santos

### Charity-Bambi
Königin Mathilde der Belgier

 Laudatio: Günther Oettinger

### Comedy
Chris Tall

 Laudatio: Martin Rütter

### Legende
Simply Red

 Laudatio: Johannes Oerding

### Musik national
Sarah Connor

 Laudatio: Rea Garvey

### Shootingstar
Shirin David

 Laudatio: Nazan Eckes

### Sport
Niklas Kaul und Florian Wellbrock

 Laudatio: Kristina Vogel

### Schauspiel international
Naomi Watts

Laudatio: Oliver Masucci

### Unsere Erde
Willie Smits

 Laudatio: Melati Wijsen (Co-Preisträgerin 2017)

### Unsere Zukunft
Uns schickt der Himmel! Die 72-Stunden-Aktion des BDKJ

 Laudatio: Linda Zervakis und Thomas Gottschalk

### Millennium
Europa (angenommen stellvertretend von zehn Erasmus-Studenten aus Bulgarien, Deutschland, Frankreich, Griechenland, Irland, Italien, Polen, Schottland, Spanien und Tschechien)

 Laudatio: Ursula von der Leyen

### Mut
Nadia Murad

 Laudatio: Winfried Kretschmann

### Stille Helden
Kleine Helden e. V.

 Laudatio: Sasha

### Ehrenpreis der Jury
Uschi Glas, Michaela May und Gaby Dohm

 Laudatio: Wayne Carpendale